# High Court of Gujarat

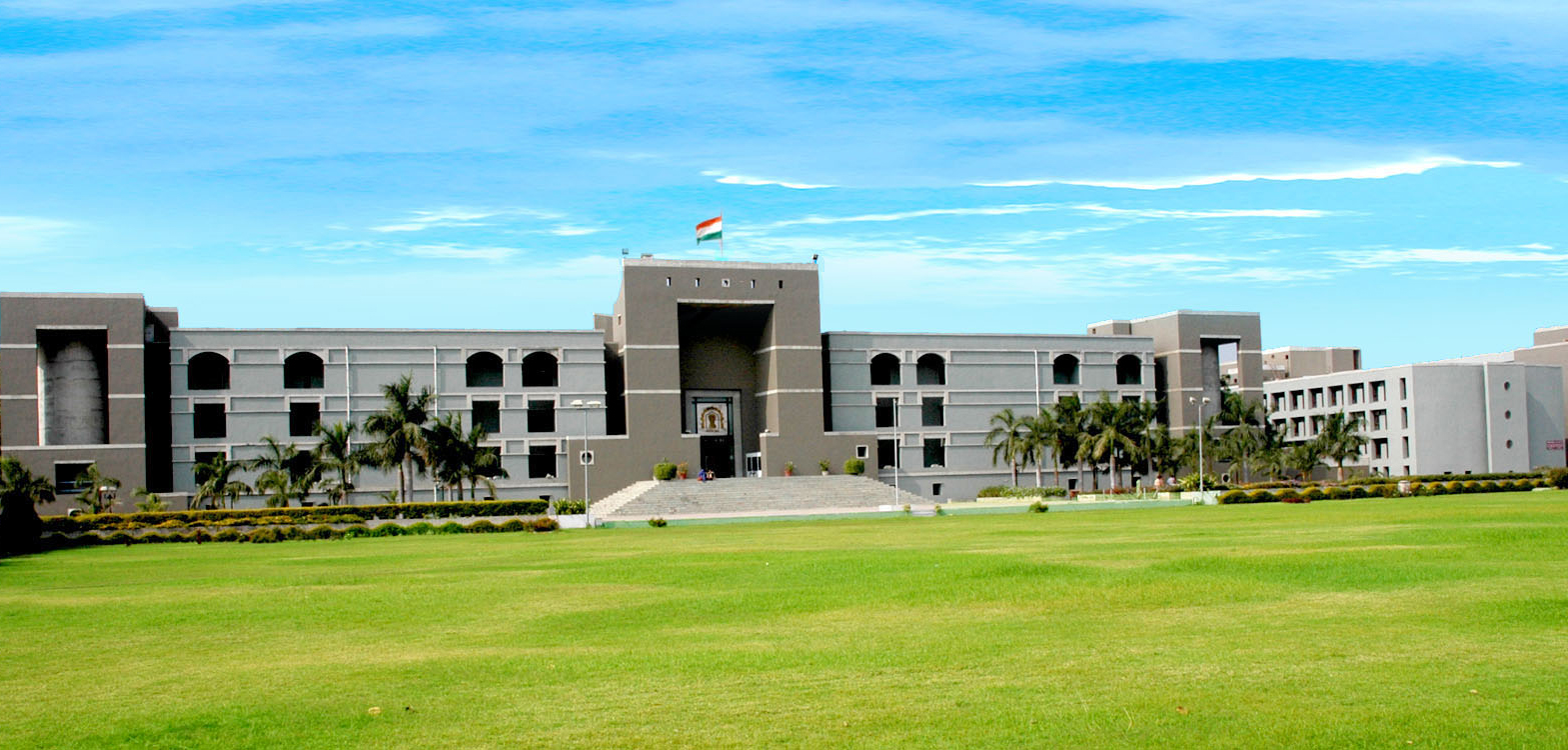
Hauptgebäude des High Court of Gujarat in Ahmedabad

Der High Court of Gujarat (Gujarati ગુજરાત વડી અદાલત) ist ein Obergericht in Indien. Sein Zuständigkeitsbereich erstreckt sich auf den Bundesstaat Gujarat.

## Geschichte
Der High Court wurde eingerichtet, nachdem der Bundesstaat Bombay am 1. Mai 1960 in die beiden neuen Bundesstaaten Gujarat und Maharashtra geteilt worden war. Der neue High Court nahm seinen Sitz in Ahmedabad, der größten Stadt Gujarats. Die anfängliche Besetzung bestand aus dem Vorsitzenden Richter (Chief Justice) Sunderlal Trikamlal Desai und vier Beisitzenden Richtern (puisne judges). Da die Aktivitäten und das Personal des High Courts ständig zunahmen, wurden die zunächst bezogenen Räumlichkeiten zu eng und ein Neubau im westlichen Stadtteil Sola von Ahmedabad wurde in Angriff genommen. Der fast 60.000 m² Fläche umfassende Gebäudekomplex wurde am 2. März 1997 eröffnet und der High Court nahm dort am 16. Januar 1999 offiziell seinen Sitz.
Im Jahr 2019 war der High Court neben dem Vorsitzenden Richter mit 26 Beisitzenden Richtern besetzt. Die Sollstärke betrug allerdings 52, so dass 25 Richterposten unbesetzt waren.